# Viladeperdius
Viladeperdius és un petit poble, agregat a Pontils (Conca de Barberà). És al cim d'un tossal que domina la vall del barranc de Sant Magí. S'hi accedeix per un trencall de la carretera de Pontils a la Llacuna. Destaca l'antiguitat d'algunes cases, amb portalada romànica.